# Marceli Popławski
Marceli Feliks Popławski (ur. 9 lipca 1882 w Pieńkówce, zm. 1 maja 1948 w Łodzi) – polski kompozytor, skrzypek i pedagog.

## Życiorys
Urodził się w Pieńkówce koło Jampola na Podolu. W latach 1901–1907 studiował w Kijowie, najpierw na politechnice, później na uniwersyteckim wydziale prawa i w szkole muzycznej. Edukację muzyczną kontynuował w Lipsku u Hansa Sitta i Maxa Regera, w Paryżu u Vincenta d’Indy’ego oraz w Petersburgu u Aleksandra Głazunowa. W latach 1912–1916 pracował jako nauczyciel gry na skrzypcach w Jarosławiu, następnie był kierownikiem studia teatralnego Stanisławy Wysockiej w Kijowie. W 1921 roku osiadł w Toruniu, gdzie prowadził klasę skrzypiec w Konserwatorium Muzycznym Pomorskiego Towarzystwa Muzycznego i był dyrektorem Operetki w Teatrze Miejskim. Od 1926 roku był członkiem Stowarzyszenia Kompozytorów Polskich. W 1934 roku wyjechał do Warszawy, gdzie do 1939 roku prowadził reprezentacyjną orkiestrę symfoniczną kolejarzy. W 1938 roku otrzymał I nagrodę w konkursie kompozytorskim Towarzystwa Wydawniczego Muzyki Polskiej za wariacje fortepianowe Tydzień. W trakcie II wojny światowej większość jego dorobku kompozytorskiego uległa zniszczeniu. W 1945 roku osiedlił się w Łodzi, gdzie prowadził klasę skrzypiec w Polskim Instytucie Muzycznym, był również dyrektorem szkoły muzycznej w Pabianicach.

## Wybrane kompozycje
(na podstawie materiałów źródłowych)

### Utwory instrumentalne
- I Kwartet smyczkowy (1904)
- W górach na skrzypce i fortepian (1904)
- II Kwartet smyczkowy (1905)
- Koncert skrzypcowy fis-moll (1905, zaginiony)
- III Kwartet smyczkowy (1906)
- Humoreska na fortepian i orkiestrę (1909)
- Rêverie na fortepian i orkiestrę (1909)
- Koncert skrzypcowy D-dur (1909)
- W słońcu na skrzypce i fortepian (1910)
- poemat symfoniczny Nad przepaścią (1910)
- poemat symfoniczny Faun tańczący (1910)
- Scène amoreuse na orkiestrę smyczkową (1910)
- Morceau de concert na harfę i orkiestrę (1911)
- Valse dramatique na orkiestrę (1911)
- IV Kwartet smyczkowy (1915)
- Tańce niewesołe na skrzypce i fortepian (1916)
- wariacje na fortepian Tydzień (1916)
- Rigaudon na skrzypce i fortepian (1918)
- Caprice na skrzypce i fortepian (1921)
- Kujawiak D-dur na orkiestrę smyczkową (1928)
- Kujawiak a-moll na orkiestrę smyczkową (1928)
- poemat symfoniczny Niespodzianki jednej nocy (1929)
- Serenada na wiolonczelę i orkiestrę (1938)
- 6 łatwych utworów na skrzypce i fortepian (1948)

### Utwory wokalno-instrumentalne
- Ody na chór męski (1927)
- suita 4 pory roku na sopran, baryton, bas i zespół kameralny (1919)